# Uniontown (Ohio)
Uniontown és una concentració de població designada pel cens dels Estats Units a l'estat d'Ohio. Segons el cens del 2000 tenia 2.802 habitants.

## Demografia
Segons el cens del 2000, Uniontown tenia 2.802 habitants, 1.141 habitatges, i 861 famílies. La densitat de població era de 432,7 habitants per km².
Dels 1.141 habitatges en un 26,2% hi vivien nens de menys de 18 anys, en un 65,7% hi vivien parelles casades, en un 7,4% dones solteres, i en un 24,5% no eren unitats familiars. En el 21,5% dels habitatges hi vivien persones soles el 10,2% de les quals corresponia a persones de 65 anys o més que vivien soles. El nombre mitjà de persones vivint en cada habitatge era de 2,46 i el nombre mitjà de persones que vivien en cada família era de 2,86.
Per edats la població es repartia de la següent manera: un 20,9% tenia menys de 18 anys, un 5,9% entre 18 i 24, un 24,6% entre 25 i 44, un 30,3% de 45 a 60 i un 18,3% 65 anys o més.
L'edat mediana era de 44 anys. Per cada 100 dones de 18 o més anys hi havia 88,5 homes.
La renda mediana per habitatge era de 47.206 $ i la renda mediana per família de 60.510 $. Els homes tenien una renda mediana de 45.212 $ mentre que les dones 28.625 $. La renda per capita de la població era de 23.108 $. Aproximadament el 0,8% de les famílies i el 2,7% de la població estaven per davall del llindar de pobresa.

## Poblacions més properes
El següent diagrama mostra les poblacions més properes.